# Biserica de lemn din Moruț

Biserica de lemn din Moruţ, județul Bistrița-Năsăud. Foto: 2009

Iconostasul bisericii de lemn din Moruţ, județul Bistrița-Năsăud. Foto: 2009

Biserica de lemn „Sfinții Arhangheli Mihail și Gavriil” din Moruț, comuna Matei, județul Bistrița-Năsăud a fost construită în anul 1903. Nu figurează pe noua listă a monumentelor istorice.

## Istoric și trăsături
Satul Moruț aparține de comuna Matei, fiind situat la 2 km distanță de centrul de comună. În sat există 53 de familii de ortodocși cu 120 de suflete. Biserica a fost construită (din lemn și acoperită cu șindrilă) pe dealul din centrul satului, la 20 februarie 1903 de preotul Ioan Rotaru, care a cumpărat terenul cu 400 de coroane de la Rus Axina. Meșterii constructori au fost Gheorghe Rus și Iosif Schuster. În anul 1922 s-au pus cele două clopote în turn, existente și în prezent. Tot sub păstorirea preotului Ioan Rotaru, în anul 1931, meșterul Augustin Moldovan a acoperit-o cu tablă. În anul 2001, biserica a fost renovată și pictată, iar în luna octombrie, în același an, a fost sfințită de către P.S. Episcop-vicar Irineu Bistrițeanul. În vara anului 2010, acoperișul bisericii a fost vopsit cu grund și bronz, iar cele trei cruci de la intrare au fost restaurate.
Alți preoți slujitori în filia Moruț a parohiei Matei: preotul Lupan 1972-1975; preotul Vasile Cherharț, 1975-1991; preotul Vaida Valerian, 1991-ianuarie 2009; preotul Mircea Bățan, februarie 2009 și până în prezent. 